# Salins VS
| VS ist das Kürzel für den Kanton Wallis in der Schweiz. Es wird verwendet, um Verwechslungen mit anderen Einträgen des Namens Salins zu vermeiden. |

Nax, Bramois, Vex, Les Agettes, Salins, Rhone (1925)

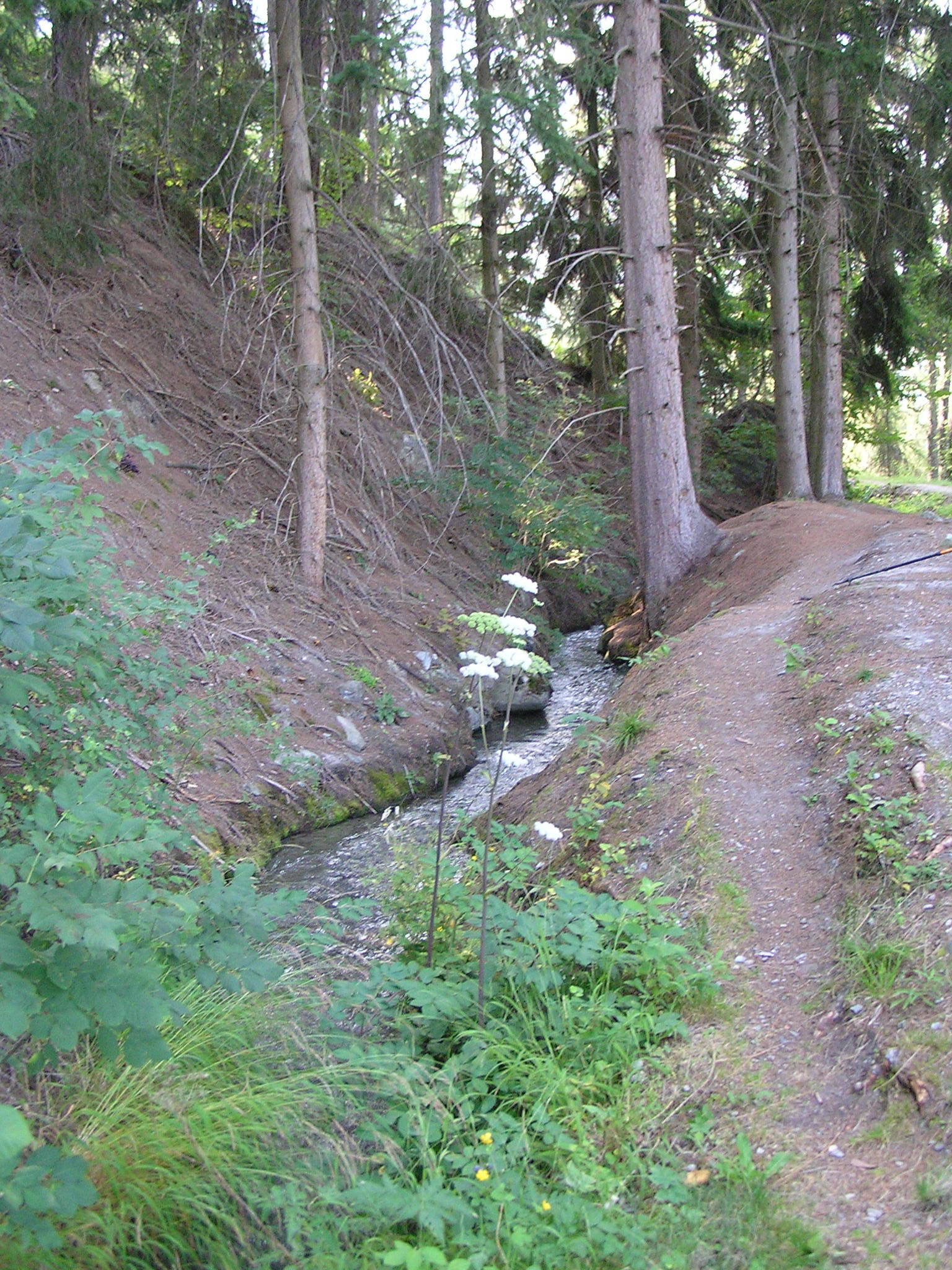
Bisse de Salins

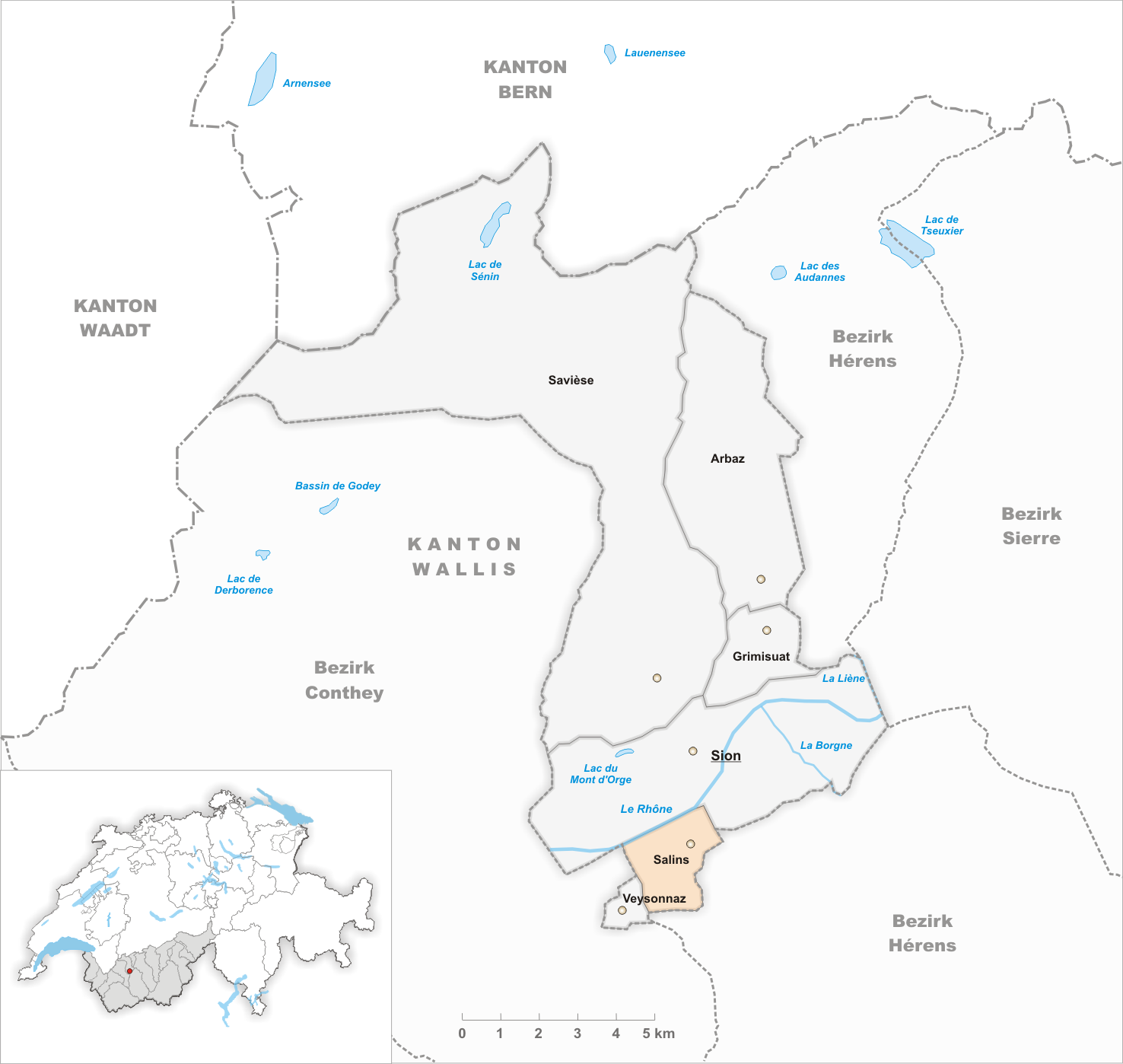
Gemeindestand vor der Fusion am 1. Januar 2013

Salins (dt. früher Schalein) ist eine Pfarrgemeinde des Dekanats Sitten sowie eine Ortschaft in der Gemeinde Sitten im Bezirk Sitten des Schweizer Kantons Wallis. Salins befindet sich am Südhang des Rhônetals.
Salins war bis am 31. Dezember 2012 eine eigenständige politische Gemeinde, am 1. Januar 2013 fusionierte sie mit der Gemeinde Sitten.